# Lizhi-Straße
Die Lizhi-Straße (chinesisch 荔枝道, Pinyin Lìzhī dào – „Litschi-Straße“), auch Yangba-Straße (洋巴道,  Yángbā dào) genannt, ist eine alte Shu-Straße. Sie führt von der Region Hanzhong (d. h. der Hanzhong-Ebene) aus über das Gebirge Daba Shan nach Sichuan. Sie ist insgesamt über tausend Kilometer lang.

## Streckenverlauf
(cppcc.people.com.cn)
Kreis Yang – Kreis Xixiang – Kreis Zhenba – Wanyuan – Kreis Xuanhan – Dazhou – Linshui.